# Eugène Dejean de La Bâtie
Eugène Dejean de La Bâtie est un journaliste indochinois de l’entre-deux-guerres. Polémiste, au début des années 1920, il fut avec Nguyễn Phan Long, l'un des représentants de la presse progressiste indigène de l'Indochine française. Au fil des années, désireux de se démarquer de ceux qui prônaient une lutte frontale contre le régime colonial, on le verra évoluer vers une attitude de plus prudente modération.  

## Biographie
Maurice Henri Eugène Dejean de La Bâtie naît à Hanoï en 1898. Fils d’un diplomate français, Marie-Joseph Maurice Dejean de La Bâtie, et d’une Vietnamienne, Dang Thi Khai, il obtiendra la reconnaissance de paternité de son père en 1920.  
Il fait ses études au collège Puginier d'Hanoï, puis les poursuit à l'université de Hanoï, à l'École des travaux publics dont il obtient le diplôme à la fin de sa scolarité. Durant quelques mois, il travaille comme topographe. Très vite après son service militaire, il va bifurquer vers une autre voie pour devenir publiciste, selon le terme consacré de l'époque.

### Débuts d'une carrière de journaliste
Eugène Dejean de La Bâtie commence une carrière de journaliste au début des années 1920, à Saïgon, en Cochinchine. En 1923, il est rédacteur en chef de La Voix annamite ; c’est à ce titre qu’il adhère au Syndicat de la presse cochinchinoise présidé par Henry Chavigny de Lachevrotière. En 1924, on le retrouve à L'Écho annamite dirigé par Nguyen Phan Long. En avril 1925, il signe un article : « Pourquoi nous ne souhaitons pas pour le peuple annamite la libération immédiate de la tutelle française ». Dans cet article, Dejean adopte une attitude quelque peu ambiguë : il refuse l'argument de ceux qui justifient la présence française par le fait que le  Vietnam est incapable d'assurer son indépendance face à la convoitise de ses voisins (Chine et Japon) ; mais il estime parallèlement que le peuple annamite a besoin de la France pour opérer sa modernisation. 

### La collaboration avec Paul Monin et André Malraux
En juin 1925, il devient collaborateur du quotidien L’Indochine créé par Paul Monin et André Malraux. Dans le numéro 6 de L’Indochine (daté du 23 juin 1925), il s’explique sur les causes de son départ de L'écho annamite. Clara Malraux raconte dans ses Mémoires que prévoyant qu'on pourrait lui reprocher de quitter les Annamites pour les Européens, il avait sans tarder précisé sa position : « Pour la majorité des Annamites, le seul nom de Monin est une garantie des tendances pro-annamites du journal L'Indochine... N'étant ni chair ni poisson j'ai l'appréciable avantage d'être des deux à la fois ! Mais mon penchant naturel m'incite plutôt à pencher vers les faibles... ». Eugène Dejean de La Bâtie participe activement au combat mené par Monin et Malraux pour l'octroi de droits démocratiques aux indigènes : liberté de circulation, de réunion, d'expression avec l'autorisation d'une presse libre en vietnamien. 
L'amitié de Dejean et de Malraux est illustrée par l'anecdote suivante, survenue lors d'un différend de l'équipe de L'Indochine avec Lê Quang Trinh, directeur du Progrès annamite, journal soutenu par l'administration coloniale. Le Progrès annamite relate à sa manière la visite inopinée faite à M. Lê Quang Trinh par M. Malraux accompagné de M. Dejean de La Bâtie, à la suite de l'article contenant des insinuations injurieuses à l'égard des dirigeants de L'Indochine... « Très aimablement Lê Quang Trinh tendit la main à M. Malraux. Celui-ci tout en se présentant se garda de la serrer. La face pâle, les lèvres serrées,.. M. Malraux me menaça des pires représailles si je recommençais à parler dans mon journal du moindre bas-relief ». Selon Lê Quang Trinh qui lui aurait répondu calmement mais vertement, l'effet de son discours aurait été foudroyant : « Le bouillant Monsieur avait disparu suivi de son fidèle écuyer [Dejean] ». Et Nguyen Phan long, l'auteur de l'article, poursuit facétieusement : « Nous ne savions pas que M. Lê Quang Trinh avait une éloquence si châtiée et d'une si foudroyante efficacité ».
Cependant, constatant les désaccords qui apparaissent entre Monin et Malraux, Dejean de La Bâtie quitte L'Indochine. Avec son ami Nguyen An Ninh,  ils font reparaître  La Cloche fêlée, qui avait cessé d'exister  en juin 1924. Les deux hommes proposent alors la direction de La Cloche fêlée à Phan Van Truong, avocat, naturalisé français qui a été le compagnon du futur Ho Chi Minh à Paris au début des années 1920. Durant cette période, Dejean de la Bâtie approuve et appuie les aspirations nationalistes de ses compatriotes vietnamiens.

### Sa distance avec les nationalistes et communistes vietnamiens
Durant plusieurs mois, Dejean fournit des articles à La Cloche fêlée, sans toutefois renoncer à écrire pour L’Écho annamite. Après l'arrestation en avril 1926 de Nguyen An Ninh (accusé d'activités antifrançaises), alors que  La Cloche fêlée  disparaît, Phan Van Truong crée avec Eugène Dejean de La Bâtie un nouveau journal, L'Annam, dont le ton sera plus offensif encore que celui de La Cloche fêlée vis-à-vis de l'administration coloniale.  Mais Dejean se brouille avec Phan Van Truong à propos d'un de leurs collaborateurs, Nguyen Pho, que Truong pense être un indicateur de la Sûreté. Dejean est persuadé que Nguyen Pho n'est pas un traître ; mais il n'arrive pas à faire partager sa conviction à Truong. Devenu directeur de L'écho annamite, Dejean de La Bâtie y développe des thèses qui l'amènent à condamner clairement les positions communistes. Quelques mois avant que cesse la publication du journal, en 1931, il est victime d'un accident de la circulation. Une rumeur se propage alors à Saigon selon laquelle il aurait été victime d'un attentat communiste. Eugène réplique avec son humour habituel : « J'aurais été victime d'un coup de hache. Pourquoi pas d'un coup de faucille ou d'un coup de marteau ? ». 
Dejean de La Bâtie, dans les années 1930, rejoint les socialistes d'Indochine et participe à leur quotidien, Le Populaire. Quelques années plus tard, on le retrouve au journal L’Alerte, dirigé par un certain Fauquenot qui s’avère être un espion au service des Japonais. Dejean de La Bâtie n'est nullement compromis dans cette affaire, mais L'Alerte ne peut survivre à cette tourmente. 
En 1938, Dejean de La Bâtie fait renaître L’Écho annamite, qui avait cessé de paraître en avril 1931. Il est amené  au début des années 1940, à accepter que le contenu de son journal L’Écho annamite réponde aux exigences de la censure du régime pétainiste de l’amiral Decoux ; ce qui lui sera reproché, à la fin de la guerre.
Eugène Dejean de La Bâtie meurt de maladie, à Saïgon, le 31 décembre 1946, à l'âge de quarante-huit ans.